# بلدية كايوغورو
بلدية كايوغورو هي بلدية من مقاطعة ماكامبا في جنوب بوروندي. تقع العاصمة في كايوغورو.